# محوطه گوره چال
محوطه گوره چال مربوط به عصر مس - عصر برنز است و در شهرستان ابهر، بخش مرکزی، دهستان صایین قلعه، روستای کبود چشمه، ۷۸۰ متری جنوب امامزاده یعقوب، کنار جاده خاکی کبود چشمه واقع شده و این اثر در تاریخ ۲۶ دی ۱۳۸۶ با شمارهٔ ثبت ۲۰۵۲۲ به‌عنوان یکی از آثار ملی ایران به ثبت رسیده است.